# Festuca carnuntina
Festuca carnuntina är en gräsart som beskrevs av R.Tracey. Festuca carnuntina ingår i släktet svinglar, och familjen gräs. Inga underarter finns listade i Catalogue of Life.